# متلازمة إم بي دي

متلازمة نقص تنسج الفك السفلي – الصمم – البروجيرويد. يتم توريث هذه الحالة بطريقة جسمية سائدة.

متلازمة MDP، المعروفة أيضًا باسم خلل التنسج الفكي السفلي مع الصمم وملامح البروجيويد، هي اضطراب استقلابي نادر للغاية يمنع تخزين الأنسجة الدهنية تحت الجلد. من المعروف أنه يؤثر على عدد قليل جدًا من الأشخاص في جميع أنحاء العالم (تم تشخيص أقل من 12 حالة اعتبارًا من ديسمبر 2014). أشارت الأبحاث الحديثة إلى أنه قد يكون ناجمًا عن خلل في جين POLD1 الموجود على الكروموسوم 19، مما يتسبب في خلل في إنزيم مهم لتكاثر الحمض النووي.

## عرض تقديمي
- نقص تنسج الفك السفلي (فك سفلي صغير)،
- الصمم،
- تشديد الجلد،
- الحثل الشحمي (انخفاض في الدهون تحت الجلد)،
- انخفاض مستويات هرمون التستوستيرون لدى الذكور،
- تقلصات الأوتار الطويلة لأصابع القدم مما يؤدي إلى أصابع المخلب وتيبس المفاصل.

## علم الوراثة
في البداية، جميع الأشخاص الذين تم تشخيص إصابتهم بهذه المتلازمة لديهم تغير جيني متطابق، حيث يتم حذف الكودون المفرد في POLD1 مما يؤدي إلى فقدان السيرين في الموضع 605. يتم التعبير عن الجين POLD1 في جميع الخلايا، ويؤدي التغيير المحدد في معظم المرضى إلى فقدان نشاط بوليميراز الحمض النووي ولكنه يضعف بشكل طفيف فقط نشاط نوكلياز القراءة الدليلية. في عام 2014، تم الإبلاغ عن تغيير جيني ثانٍ لدى مريض إيطالي، وهي طفرة متغايرة الزيجوت جديدة في إكسون 13 (R507C).
معظم الحالات تم تحديدها حتى الآن قد يكون سببها تغير جيني عفوي (بحيث لا يتأثر والدا الفرد).

## تشخيص
يتم اقتراح تشخيص متلازمة MDP من خلال المظاهر السريرية. ويمكن تأكيد ذلك من خلال العثور على طفرة في جين POLD1، وهي خدمة يقدمها فريق علم الوراثة الجزيئية في Royal Devon and Exeter NHS Foundation Trust / Exeter University الذي اكتشف السبب الوراثي في الأصل.

## إدارة

### المظهر العام
يكون المظهر عند الولادة وخلال السنوات الأولى أمرًا طبيعيًا، لكن الملامح تصبح أكثر وضوحًا خلال مرحلة الطفولة المتأخرة قبل البلوغ. يبدو أن المشكلات الرئيسية هي الحثل الشحمي (انظر أدناه) وبطء نمو الغضروف والأربطة. يؤدي النمو البطيء للغضاريف والأربطة إلى صغر الأنف وصغر الفك السفلي (الفك) وصغر الأذنين وشد الأربطة في الأطراف. يمكن أن تعني الحنجرة الصغيرة (بسبب انخفاض نمو الغضروف) أن الصوت من المرجح أن يظل مرتفعًا (حتى عند الأولاد بعد البلوغ).

### الحثل الشحمي
السمة الرئيسية هي الحثل الشحمي (انخفاض الدهون تحت الجلد). تحدث التغيرات المميزة في مظهر الوجه نتيجة فقدان الدهون من الخدين وحول العينين. يمكن أن يكون جفاف العين وعدم إغلاق العينين أثناء النوم سمة بسبب فقدان الدهون حول العينين (بدلاً من البروز المفرط لمقلة العين). تبدو الأطراف نحيفة جدًا بسبب نقص تخزين الدهون وانخفاض كتلة العضلات أيضًا. توجد كمية كبيرة من الدهون داخل تجويف البطن، والتي يمكن أن تكون ملحوظة بشكل خاص في الكبد (ولكن ليس دائمًا) وتحيط بالأعضاء الأخرى. إحدى النتائج الرئيسية للحثل الشحمي لدى بعض الأشخاص هي مقاومة الأنسولين الشديدة، لذلك لا يعمل الأنسولين بشكل جيد مما يؤدي إلى الإصابة بمرض السكري وارتفاع مستويات الدهون الثلاثية في الدم. يمكن أن يكون تأثير مقاومة الأنسولين متغيرًا وقد يرتبط بتطور الحثل الشحمي أو قد يعكس الاختلاف بين الأفراد.
يعاني الجلد من نقص الدهون والتليف. وهذا بدوره يؤدي إلى شد الجلد على الوجه والأطراف. إحدى السمات المباشرة للحثل الشحمي هي أن الجلد هش ولا توجد الحماية التي توفرها عادة الدهون الموجودة تحت الجلد.

#### إدارة الحثل الشحمي
بما أنه لا يمكن تخزين الدهون تحت الجلد، فمن المهم اتباع نظام غذائي صحي دون زيادة الدهون. في كثير من الأحيان بسبب الفشل في النمو أو نقص الدهون تحت الجلد، قد يكون هناك تشجيع لإضافة المكملات الغذائية أو الدهون إلى النظام الغذائي ولكن هذا لن يؤدي إلى أي زيادة في الدهون تحت الجلد ويمكن أن يؤدي بسهولة إلى دخولها إلى الأنسجة مثل الكبد. أو الكلى حيث لا يكون مرغوبا فيه. بالنسبة للأشخاص الذين يعانون من الحثل الشحمي المعتدل / الشديد، يوصى باتباع نظام غذائي منخفض الدهون، ولكن في الأشخاص الذين لم يتطور الحثل الشحمي لديهم (على سبيل المثال عند الأطفال الأصغر سنًا)، قد يكون اتباع نظام غذائي صحي منخفض الدهون نسبيًا كافيًا. إن انخفاض الدهون والعضلات ليس نتيجة لنقص غذائي ولا يمكن علاجه بالتدابير الغذائية. وبصرف النظر عن النظام الغذائي، فإن الشيء الآخر المهم هو ممارسة الرياضة التي ينبغي تشجيعها وستجعل الأنسولين يعمل بشكل أكثر فعالية.
بالنسبة لأولئك الذين لم يصابوا بمرض السكري، يوصى بقياس الأنسولين الصائم والدهون الثلاثية والجلوكوز ونسبة HbA1c سنويًا لمراقبة مقاومة الأنسولين ومستوى الجلوكوز في الدم.
بالنسبة لمرضى السكري، يُقترح استخدام الميتفورمين بجرعات لا تقل عن 2 جرام/يوم لأنه يقلل من مقاومة الأنسولين ويحسن حساسية الأنسولين، وذلك بعد الاستشارة السريرية المناسبة.
الجلد الرقيق يعني أنه في حالة وجود صدمة يجب الاهتمام السريع بأي جروح لتجنب العدوى والمساعدة على الشفاء الأولي حيث من الممكن أن تكون هناك مشاكل مع تقرحات الجلد.

### انخفاض هرمون التستوستيرون / قصور الغدد التناسلية لدى الذكور
يعاني بعض الذكور من عدم نزول الخصية، ولكن في جميع الحالات، سواء تم تصحيح ذلك أم لا، فإنهم يعانون من قصور الغدد التناسلية (انخفاض وظيفة الخصية) وقد يعاني الكثير منهم من العقم بسبب عدم كفاية نمو الخصية. وقد لوحظت فترات طبيعية في الإناث. سوف يتطلب انخفاض هرمون التستوستيرون استبدال التستوستيرون. في الذكور في مرحلة البلوغ، يلزم استبدال التستوستيرون المناسب لتأثيراته البنائية مثل النمو وأيضًا تحفيز البلوغ بجرعات عالية. يجب أن يتم تنسيق ذلك مع استبدال هرمون النمو (إذا تم إعطاؤه) لتجنب الإغلاق المبكر للظهارات (أطراف العظام) مما قد يقلل من الطول.

### نمو
على الرغم من أن الوصف السريري الأصلي قد أدرج قصر القامة في خصائص متلازمة MDP، إلا أنه عند النظر إلى البيانات عن كثب، أظهر أن العديد من المرضى كانوا ضمن النطاق الطبيعي. إذا كان النمو مثيرًا للقلق، فيمكن التفكير في العلاج بهرمون النمو وتنسيقه مع استبدال التستوستيرون عند الاقتضاء.

### الصمم
يعد الصمم أحد سمات متلازمة MDP نتيجة عدم عمل الأعصاب بشكل جيد وغالبًا ما يواجه الأشخاص صعوبة في الحصول على أدوات السمع بسبب صغر حجم آذانهم. يمكن أن تكون المعينات السمعية الرقمية مفيدة وستكون هناك حاجة إلى متابعة قياس السمع.

### القدمين/التقلصات
قد تكون هناك مشاكل مختلفة مرتبطة بمتلازمة MDP في القدمين. يعني نقص الدهون تحت الجلد أن هناك ضغطًا مباشرًا على الجلد مما يؤدي إلى ظهور الكالس (الجلد الصلب) على الكعب وكذلك الأجزاء التي تتحمل الوزن في مقدمة القدم. من الأفضل إدارة ذلك من خلال محاولة العثور على نعال داخلية لدعم القدم ولكن من الصعب تجنبها تمامًا. لا توجد طريقة من شأنها زيادة الدهون تحت الجلد. الميزة الثانية هي أصابع القدم المخلبية نتيجة تقلص الأوتار الطويلة الممتدة. يمكن أن تتفاقم الانقباضات بمرور الوقت. يجدر النظر في إحالة العلاج الطبيعي بهدف إنشاء تمارين لمحاولة الحفاظ على تمدد الأوتار إن أمكن.

### طب الأسنان
يمكن أن يؤدي فشل نمو الفك السفلي بسرعة إلى اكتظاظ الأسنان. في هذه الحالة، من الأفضل إزالة الأسنان مبكرًا بدلاً من الأمل في نمو الفك السفلي. يمكن أن يؤدي الاكتظاظ إلى إزاحة الأسنان بشدة ومن الأفضل مرة أخرى التصرف مبكرًا لأن التصحيح اللاحق لتقويم الأسنان قد يكون صعبًا للغاية.

### تطوير
العديد من الأشخاص المصابين بمتلازمة MDP هم من المتفوقين فكريًا بعد وظائفهم في القانون والطب والحوسبة. والنقطة الحاسمة هي أنهم لا يعانون من الشيخوخة المبكرة ولا يوجد دليل على تسارع التدهور الفكري مع تقدم العمر لدى هؤلاء المرضى. وبالمثل، لم يظهر انخفاض في متوسط العمر المتوقع. تم وصف المرضى الذين يبلغ عمرهم 65 عامًا في الأدبيات ولم يُعرف أن أيًا من المرضى يعاني من ورم خبيث. لذلك، هناك العديد من الاختلافات الحاسمة مع البروجيريا واسم البروجيريد في العنوان مربك لأن هذا يشير حقًا إلى نقص الدهون في الوجه والجلد المشدود وليس إلى أي سمات فكرية أو غيرها من السمات المرتبطة بالعمر.

### عام
من المفيد تنسيق الرعاية السريرية قدر الإمكان، وقد تتم إدارتها بشكل أفضل من قبل استشاري الغدد الصماء لأن الإدارة الأكثر نشاطًا سترتبط بإدارة الحثل الشحمي ومقاومة الأنسولين والسكري والعلاج ببدائل التستوستيرون واستبدال هرمون النمو. إذا لزم الأمر. ويمكن للأخصائيين المحليين الآخرين تقديم الرعاية عند الحاجة إليها.

## بحث
تم تشخيص الحالة من قبل الباحثين في كلية الطب بجامعة إكستر وقسم الوراثة الجزيئية في مستشفى رويال ديفون وإكستر.

## المجتمع والثقافة
وتفيد التقارير أن سائق الدراجات الهوائية البريطاني توم ستانيفورد يعاني من هذه الحالة.